# Arberg

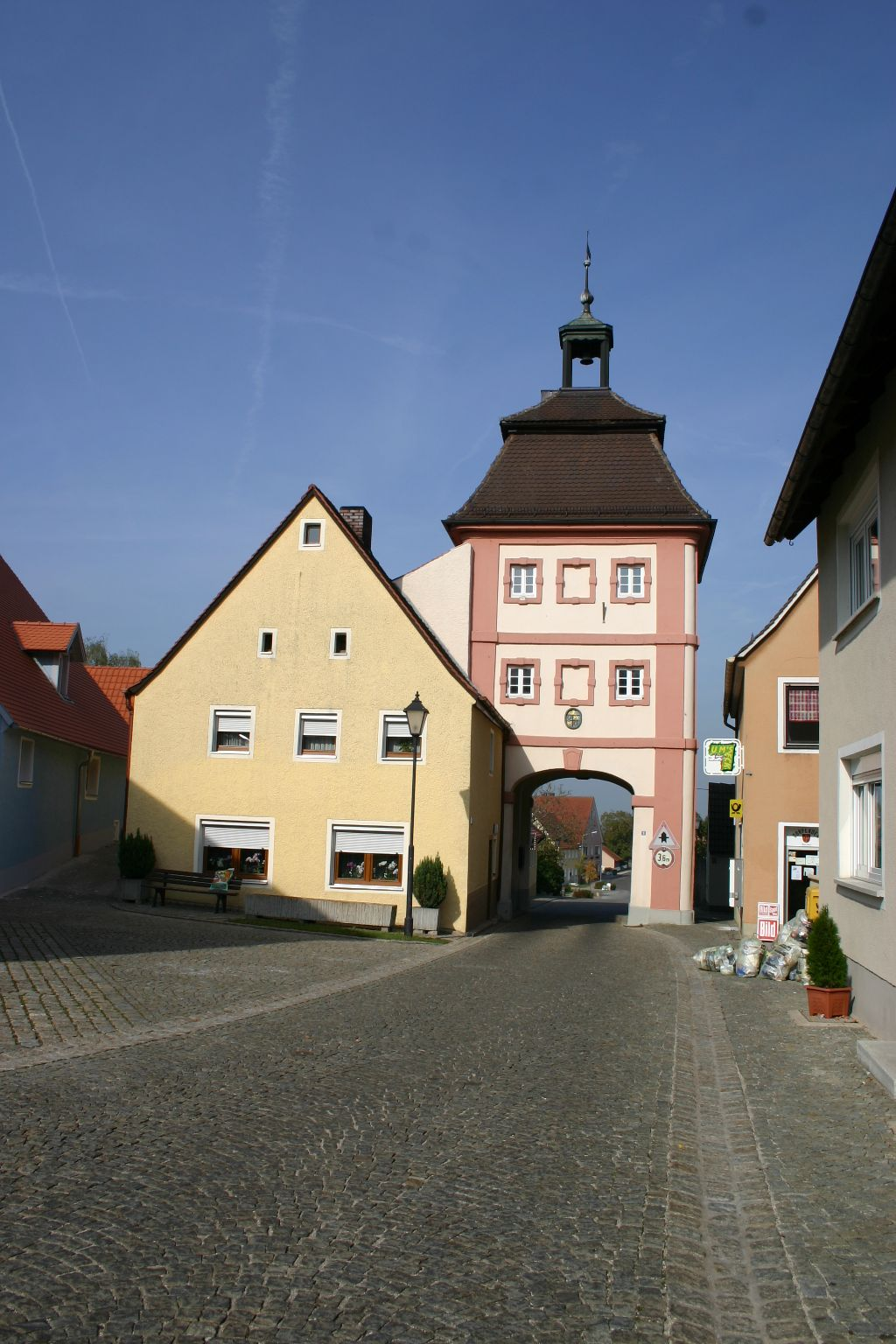
Arberg

Arberg – gmina targowa w Niemczech, w kraju związkowym Bawaria, w rejencji Środkowa Frankonia, w regionie Westmittelfranken, w powiecie Ansbach. Leży około 18 km na południe od Ansbachu, nad rzeką Wieseth.

## Dzielnice
W skład gminy wchodzą następujące dzielnice:
| - Waffenmühle - Oberschönau - Unterschönau - Mörsach - Gothendorf - Georgenhaag | - Kemmathen - Goldbühl - Großlellenfeld - Kleinlellenfeld - Eybburg - Arberg |